# Gathynia longipennis
Gathynia longipennis är en fjärilsart som beskrevs av George Francis Hampson. Gathynia longipennis ingår i släktet Gathynia och familjen Uraniidae. Inga underarter finns listade i Catalogue of Life.